# Droga krajowa B50 (Austria)
Droga krajowa B50 (Burgenland Straße) – droga krajowa we wschodniej Austrii. Arteria zaczyna tuż przy granicy austriacko-słowackiej na skrzyżowaniu z Preßburger Straße i dalej prowadzi w kierunku południowym. Pierwszy etap drogi biegnie równolegle do wybudowanej w 2007 autostrady A6. Na południe od Gattendorfu B50 prowadzi wzdłuż Jeziora Nezyderskiego do Eisenstadt. Z tego miasta trasa kieruje się równolegle do ekspresowej S31 w kierunku Oberpullendorf, z którego Burgenland Straße prowadzi do Oberwart i Autostrady Południowej. B50 kończy się na skrzyżowaniu z B54 w miasteczku Hartberg. 4-kilometrowy odcinek B50 pokonuje wspólnym śladem z A2.